# Closer than skin
Closer than skin is een studioalbum van David Cross.
Hij nam het album op met bevriende musici, deels afkomstig uit zijn band Radius. Voor teksten bij sommige liedjes schakelde hij Richard Palmer-James in, een oud muziekmaatje uit de periode dat Cross bij King Crimson speelde. Opnamen vonden plaats in Sound Direct en Froo Sound. Het album laat muziek horen dat een mengeling is van de muziek uit twee perioden van King Crimson; de tijdperken van gitarist Adrian Belew en daarvoor, de periode dat Cross deel uit maakte van de band. 

## Musici
- David Cross – viool, toetsinstrumenten
- Mick Paul – basgitaar
- Paul Clark – gitaar
- Arch Stanton – zang
- Lloyd - drumstel

## Muziek
Alles geschreven door Cross, Mick Paul (muziek) en Richard Palmer-James (tekst)

| Nr. | Titel               | Duur |
| --- | ------------------- | ---- |
| 1.  | Are we one?         | 5:47 |
| 2.  | States of deception | 5:40 |
| 3.  | Over your shoulder  | 6:43 |
| 4.  | Only fooling        | 8:10 |
| 5.  | Awful love          | 4:43 |
| 6.  | Counting            | 5:23 |
| 7.  | I buy silence       | 5:51 |
| 8.  | Valley of the kings | 6:03 |
| 9.  | Tell me your name   | 4:43 |
| 10. | Anybody             | 6:19 |